# Leonidas Proaño
Leonidas Proaño, de son nom complet Leonidas Eduardo Proaño Villalba, né le 29 janvier 1910 à San Antonio de Ibarra et mort le 31 août 1988 à Quito, est un évêque équatorien et l'un des fondateurs de la théologie de la libération. Son action constante comme évêque de Riobamba en faveur des populations indigènes lui vaut le surnom d'« évêque des indiens ».

## Jeunesse
Fils de modestes fabricants de chapeaux de paille et cadet de trois frères morts en bas âge. Il entre en 1925 au séminaire voisin, à San Diego de Ibarra, puis en 1929, après avoir passé le bachillerato, au Séminaire majeur de Quito. Il est ordonné prêtre en 1936 et donne des cours de littérature dans différentes institutions catholiques de sa province d'Imbabura. Il organise également l'Action catholique et la Jeunesse ouvrière chrétienne dans la province. Il se fait remarquer par son dynamisme et ses capacités d'organisateur, fonde une publication éducative destinée aux enfants (granitos de trigo, avec un tirage de 3 000 exemplaires) et un quotidien, La Verdad. En 1954, il est nommé évêque de Riobamba.

## L'évêque des Indiens
Dans le diocèse de Riobamba, il trouve une situation extrêmement difficile, marquée par la grande pauvreté des indigènes et leur abandon par l'église, elle-même propriétaire de vastes terres louées à des riches familles et sur lesquelles les indiens sont exploités avec violence. Il parcourt en permanence le diocèse, ne restant que peu à Riobamba, refuse l'érection d'une nouvelle cathédrale dispendieuse (souhaitée par les classes dominantes de la ville) . 
À partir de 1960, il redistribue les terres appartenant à l'Église en faveur de communautés indigènes, anticipant la réforme agraire de 1964. Son action est confortée par le Concile Vatican II, qui consacre la nécessité pour l'Église d'intervenir dans le problématiques sociales, et avec le brésilien Leonardo Boff et le péruvien Gustavo Gutiérrez, il fonde la théologie de la libération, appelant à aller vers une « église des pauvres ». Cette orientation de plus en plus marquée à gauche lui vaut la défiance de sa hiérarchie (l'archevêque de Quito tente de lui enlever sa charge d'évêque de Riobamba, mais doit reculer face à la pression populaire) et des accusations de la junte militaire, qui l'accuse en 1972 de préparer des guérillas urbaines.
Il continue au cours des années 1970 à s'impliquer en faveur des indigènes dans les luttes agraires et est à plusieurs reprises interrogé par la police voire incarcéré. Il publie en 1977 son autobiographie, intitulée « Je crois à l'Homme et à la Communauté », et crée en 1978 dans le Chimborazo un front de solidarité avec les sandinistes du Nicaragua.
Il publie plusieurs livres au cours des années 1980, continue de travailler avec les communautés kichwa de la région, et travaille en 1988 avec la CONAIE en vue de la préparation de la célébration des « 500 ans de résistance Indigène », bien qu'atteint par un cancer de l'estomac. Il meurt le 31 août 1988 et est inhumé dans une petite église indigène proche de son lieu de naissance,.

## Distinctions
- Nommé en 1986 pour le prix Nobel de la paix[4],[5]
- Prix des droits de l'homme des Nations unies en 1988
- Docteur honoris causa de plusieurs universités équatoriennes, dont l'université centrale de Quito
- Prix Rothko Chapel (Houston) et prix Bruno-Kreisky (Vienne)

## Ouvrages
- Creo en el hombre y en la comunidad, 1977, Desclée de Brouwer
- 25 años obispo de Riobamba, 1979, Ed. Instituto Diocesano de Pastoral de Riobamba (Centro de Estudios y Publicaciones)
- Concientización, evangelización, política, 1980, Ed. Sigueme
- Rupito, 1984, Ed. El Conejo